# 元宝山站
元宝山站（原站名为玉皇站），位于中华人民共和国内蒙古自治区赤峰市元宝山区元宝山镇玉皇村，是叶赤铁路上的火车站，建于1935年，由沈阳铁路局赤峰车务段管辖。

## 車站周邊
- 元宝山殡仪馆

## 歷史
- 建于1935年。

## 外部連結
- 中国铁路客户服务中心 （页面存档备份，存于）